# Gregor Maria Hanke

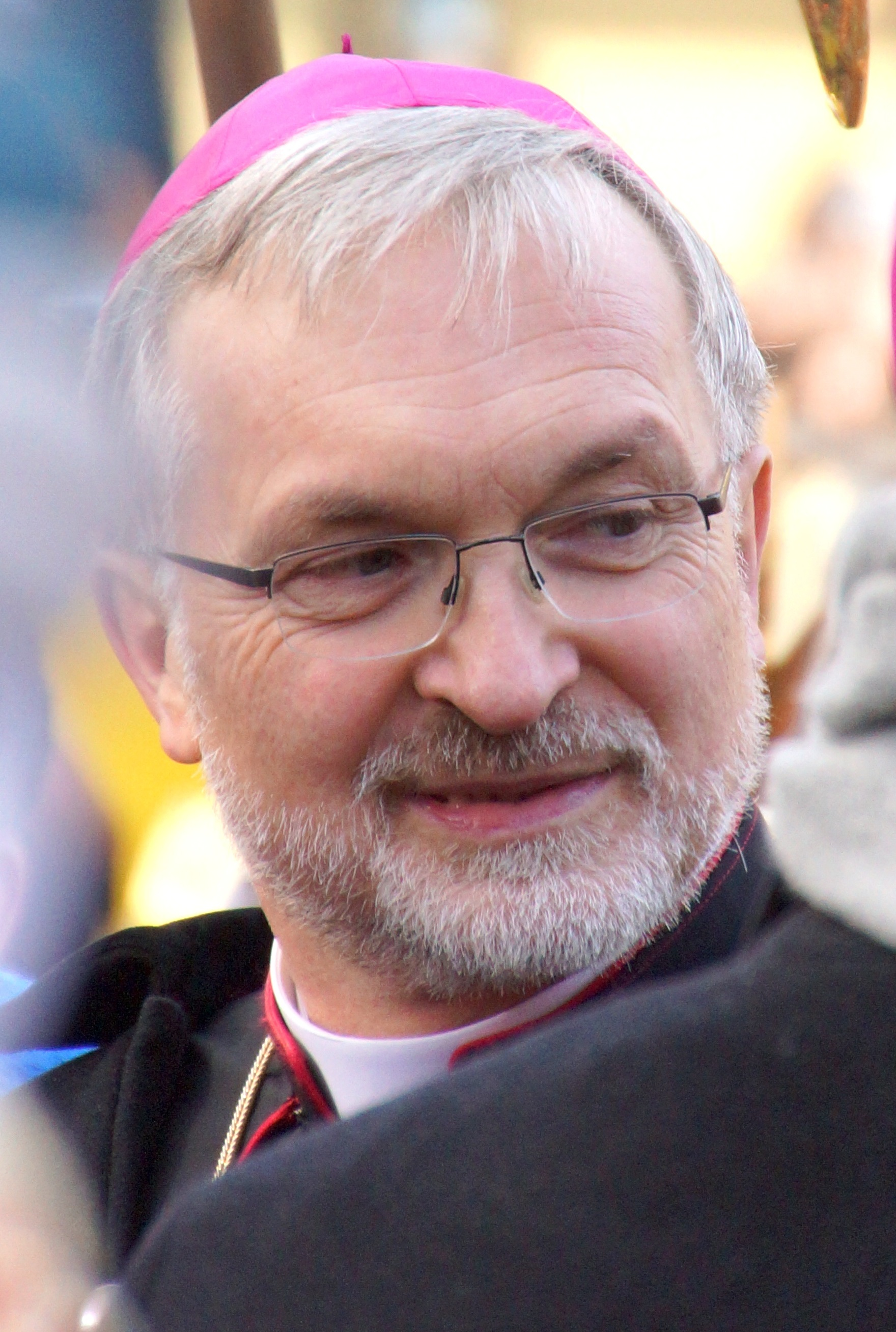
Bischof Hanke bei der Sternsingeraussendung 2016

Gregor Maria Hanke OSB (* 2. Juli 1954 in Elbersroth; Taufname Franz Maria Hanke) ist ein deutscher Ordensgeistlicher und emeritierter römisch-katholischer Bischof von Eichstätt.

## Leben

### Werdegang
Hankes Eltern, der Lehrer Franz Hanke und seine Frau Elisabeth, lebten vor ihrer Vertreibung im Landkreis Troppau im Sudetenland. Mit ihren fünf Kindern kamen sie 1946 nach Mittelfranken, wo Franz acht Jahre später als jüngster Sohn der Familie geboren wurde. Zwei seiner drei Brüder wurden Priester, die anderen Geschwister sind verheiratet. Nach dem Abitur am Willibald-Gymnasium in Eichstätt studierte er von 1974 bis 1980 an der Katholischen Universität Eichstätt sowie in London, Oxford, Würzburg, Rom und Frankfurt (Sankt Georgen) Katholische Theologie und Anglistik. 1981 trat er in die Benediktinerabtei Plankstetten ein und erhielt den Ordensnamen Gregor nach Gregor von Nyssa. Am 10. Oktober 1982 legte er seine Profess ab und empfing am 10. September 1983 das Sakrament der Priesterweihe durch den Eichstätter Bischof Alois Brems. Bereits kurz nach seiner Priesterweihe ersuchte er 1984 um die Erlaubnis, die Heilige Messe nach den liturgischen Büchern von 1962 zelebrieren zu dürfen.
2004 wurde er an der Philosophisch-Theologischen Hochschule Sankt Georgen in Frankfurt am Main mit Prädikat promoviert. Die Arbeit behandelt ein liturgiegeschichtliches Thema aus dem Bereich der Ostkirchen, denen sich der Benediktiner besonders verbunden fühlt. Im Speziellen untersuchte er in der Doktorarbeit das Stundengebet der Liturgie der Hagia Sophia in Konstantinopel.

### Leitungsämter als Benediktiner
Am 13. Juli 1993 wurde Gregor Maria Hanke als Nachfolger von Abt Dominikus Madlener zum 54. Abt der oberpfälzischen Benediktinerabtei Plankstetten bei Berching gewählt. Die Benediktion empfing er am 2. Oktober 1993 durch Bischof Karl Braun, den damaligen Eichstätter Bischof. Von 2001 bis 2005 war Abt Hanke Mitglied des Vorstands der Vereinigung Deutscher Ordensobern.

### Bischof von Eichstätt
Am 14. Oktober 2006 wurde er durch Papst Benedikt XVI. als Nachfolger von Walter Mixa zum 82. Bischof von Eichstätt ernannt.
Mit der Ernennung des Benediktinerabtes setzte sich die Tradition fort, dass mit kurzen Unterbrechungen immer ein Bischofsstuhl im Bereich der Bayerischen Bischofskonferenz mit einem Benediktiner besetzt ist. Dies war, nachdem das Emeritierungsgesuch des vormaligen Augsburger Bischofs Viktor Josef Dammertz 2004 von Papst Johannes Paul II. angenommen worden war, nicht mehr der Fall. Am 2. Dezember 2006 empfing Abt Gregor Maria Hanke durch den Metropoliten der Kirchenprovinz Bamberg, Erzbischof Ludwig Schick die Bischofsweihe im Dom zu Eichstätt. Mitkonsekratoren waren der Vorgänger auf dem Eichstätter Bischofsstuhl und Bischof von Augsburg Walter Mixa sowie Bischof Gabriel Akwasi Abiabo Mante aus der mit der Abtei Plankstetten partnerschaftlich verbundenen Diözese Jasikan in Ghana.
Als Bischof von Eichstätt war Hanke bis 30. September 2010 kraft Amtes zugleich Großkanzler (Magnus Cancellarius) und Vorsitzender des Stiftungsrates der Stiftung der Katholischen Universität Eichstätt-Ingolstadt. Seit dem 1. Oktober 2010 ging dieses Amt nach der neuen Stiftungsverfassung auf den Vorsitzenden der Freisinger Bischofskonferenz über. Hanke ist weiterhin Mitglied im Stiftungsrat. Hanke initiierte diese Änderung, um klarzustellen, dass die Katholische Universität Eichstätt-Ingolstadt keine lokale Angelegenheit ist, sondern eine gemeinschaftliche Aufgabe der bayerischen Bischöfe.
Am Pfingstsonntag, dem 8. Juni 2025, gab er bekannt, dass er auf eigenen Wunsch zurückgetreten sei und sein Amt als Bischof von Eichstätt niedergelegt habe. Papst Franziskus hat den Rücktritt bereits kurz vor Ostern „nunc pro tunc“ – also auf einen noch festzulegenden Termin – angenommen. Am 8. Juni 2025 bestätigte der Vatikan die Annahme des vorzeitigen Rücktrittsgesuchs von Gregor Maria Hanke durch Papst Leo XIV. Zum Willibaldsfest, am 6. Juli 2025, verabschiedete er sich mit einem Festgottesdienst und einer Vesper im Eichstätter Dom von seinem Bistum. Er will zukünftig keine pontifikalen Dienste mehr wahrnehmen und nun als „Pater Gregor“ auftreten.
Als Diözesanadministrator, der bis zur Ernennung eines neuen Bischofs kommissarisch viele Aufgaben übernimmt, wählten die aktiven Mitglieder des Eichstätter Domkapitels Dompropst Alfred Rottler.

#### Amtsführung
Während des Besuchs des Ständigen Rats der Deutschen Bischofskonferenz im Heiligen Land im März 2007 hat Bischof Hanke, ähnlich anderen Bischöfen, einen Vergleich zwischen dem „unmenschlichen Warschauer Ghetto“ und dem „Ghetto in Ramallah“ vorgenommen, nämlich der Einschließung der Palästinenser, darunter zahlreichen Christen, durch Israels Grenzbefestigungen. Dessen natürliches „Lebensrecht“ dürfe „nicht so brutal durchgesetzt“ werden. Der geäußerte Eindruck Hankes hat in Deutschland und Israel bei Grünen und Linken Missbilligung und Empörung, bei Rechtsextremen und Islamisten Verständnis hervorgerufen. Bischof Hanke betonte daraufhin in einer Erklärung das Existenzrecht Israels ausdrücklich und bezeichnete jeden Vergleich zwischen „den Geschehnissen des Holocaust und der gegenwärtigen Situation in Palästina“ als „nicht annehmbar“ und „nicht beabsichtigt“.
Im Mai 2008 stimmte Bischof Gregor Maria Hanke in seiner Funktion als Großkanzler der Katholischen Universität Eichstätt der Ernennung von Ulrich Hemel, der im Januar vom Hochschulrat mit großer Mehrheit zum Präsidenten gewählt worden, nicht zu. Als Begründung ließ er mitteilen: „Es habe sich nicht das notwendige und für eine Stiftungsuniversität erforderliche wechselseitige Vertrauen entwickeln können, das die gewünschte Weichenstellung und Ausrichtung der Hochschule auf zukunftsweisende Perspektiven hin gewährleistet“. Im Juni 2008 beurlaubte er mit sofortiger Wirkung den Kanzler der Universität Gottfried von der Heydte, wegen konkreter Anhaltspunkte für eine nicht durchgängig sach- und fachgerechte Tätigkeit.
Beim Willibaldsfest und Eichstätter Stadtjubiläum 2008 warnte der Bischof vor der Verbannung religiöser Symbole aus dem öffentlichen Leben: „Wer religiöse Symbole wie das Kreuz aus dem öffentlichen Leben unseres Landes verbannen will, muss wissen, dass er gegen die Wurzeln des Baumes vorgeht, an dessen Früchten er partizipiert.“ Eine Gesellschaft, die ihr Zusammenleben an Werten orientiere, könne auf Rückbindung an Gott nicht verzichten.
Im Herbst 2010 verteidigte Hanke die Anerkennung des Engelwerkes durch Papst Benedikt XVI. und kritisierte die Weigerung nahezu aller katholischer Bildungshäuser, auch den in Gemeinschaft mit der Kirche stehenden Teil der Organisation aufzunehmen. Diese wollten, so Hanke, „das Kind mit dem Bad ausschütten“.
Der Priestermangel müsse auf einer Linie gesehen werden mit anderen Mangelerscheinungen des kirchlichen Lebens in Deutschland und Europa. „Wir sehen uns einem Gläubigenmangel gegenüber in unseren Pfarrgemeinden und in unseren Gottesdiensten, einem Mangel an Gebetspraxis im täglichen Leben. Und nicht zuletzt leiden wir Mangel an Glaubensfreude.“
Irritationen löste Hanke 2018 aus, weil er einen Mann zum Priester weihte, der 2013 aus dem Priesterseminar in Würzburg entlassen worden war, nachdem er mit sog. „KZ-Witzen“ und Hitler-Parodien auffällig geworden war. Kritik an dieser Priesterweihe kam unter anderem vom Präsidenten des Zentralrats der Juden in Deutschland, Josef Schuster, weil führende Kirchenvertreter nach der Aufdeckung des Würzburger Skandals zugesichert hatten, dass der Entlassene in keinem anderen katholischen Bistum ins Priesterseminar aufgenommen werde.
Im Februar 2012 stattete Bischof Hanke den koptischen Christen in Kairo und Alexandrien einen Solidaritätsbesuch ab. Das Glaubenszeugnis der bedrängten Christen sei auch ein Vorbild für die Christen in Deutschland, stellte er bei seiner Rückkehr fest.

#### Theologische Positionen
Im Bereich der Ökumene plädiert Hanke dafür, die Verantwortung aller Christen für Gesellschaft und Welt gemeinsam wahrzunehmen. Gerade im Bereich der Ökologie hätten die Christen von der Schöpfungstheologie her ein großes Potential, das sie gemeinsam einbringen müssten. „Wir dürfen uns nicht der Weltverantwortung entziehen, nur weil wir uns dogmatisch noch nicht geeinigt haben.“
Hanke gehört zu der 15%igen Minderheit der deutschen Bischöfe, welche die Frauenordination grundsätzlich ablehnen. Auf dem Synodalen Weg in Deutschland stimmte er 2022 und 2023 sowohl gegen eine Überprüfung des Ausschlusses der Frauen vom Priesteramt durch den Vatikan als auch gegen den Zugang der Frauen zum Diakonat, der niedrigsten Ordinationsstufe.

#### Vorwürfe im Rahmen des Finanzskandals im Bistum (2018)
Im Zusammenhang mit einem Finanzskandal wegen hochriskanten Anlagegebarens, der dem Bistum Eichstätt Schäden in Millionenhöhe (gesichert von mindestens rund einer Million US-Dollar) bescherte, wurden 2018 vermehrt Rücktrittsforderungen gegen Gregor Maria Hanke laut. Katholiken seines Bistums zeigten den Bischof bei der Kirchenleitung in Rom wegen „schwerwiegender Verletzungen seiner Sorgfaltspflichten“ an. Zudem nahm die Staatsanwaltschaft München II Ermittlungen wegen Korruptionsverdachts gegen den ehemaligen Vize-Finanzdirektor des Bistums und dessen Geschäftspartner sowie gegen zwei weitere Personen auf. Im Oktober 2018 äußerte Hanke, ernsthaft über einen Rücktritt als Bischof nachgedacht zu haben. Ein durch das Bistum in Auftrag gegebener, im Februar 2019 vorgestellter Bericht einer Münchener Rechtsanwaltskanzlei entlastete Hanke in Teilen, kritisierte jedoch zugleich ein System des „Klerikalismus“ mit inkompetenten Führungskräften im Domkapitel, die im Gegensatz zum Bischof „in hohem Maße verantwortungslos und pflichtwidrig“ gehandelt hätten.
Zur Rolle des Bischofs stellt der Bericht fest, ihm sei vorzuwerfen, dass er zu spät die bereits durch seinen Amtsvorgänger Walter Mixa geschaffenen, „verkrusteten und teilweise sogar kirchenrechtswidrigen Strukturen“ des sogenannten „Systems Eichstätt“ beseitigt habe. Dies gelte jedenfalls ab 2013, als der Skandal um den damaligen Limburger Bischof Franz-Peter Tebartz-van Elst und dessen Finanzgebaren im Zuge des Baus seiner Bischofsresidenz eine breite Debatte über Kirchenfinanzen auslöste.
Hanke stellte daraufhin im Februar 2019 klar, dass er keinen Rücktritt in Betracht ziehe, sondern im Amt „Verantwortung übernehmen“ wolle.
Die Staatsanwaltschaft München II teilte am 25. Juni 2020 mit, dass sie die Vorermittlungen gegen Bischof Hanke, die aufgrund einer anonymen Strafanzeige im März 2019 aufgenommen worden waren, eingestellt habe, da sich kein belastbarer Anfangsverdacht ergeben habe.

### Überdiözesane Aufgaben
Hanke nahm als einer von drei Delegierten der Deutschen Bischofskonferenz an der Weltbischofssynode vom 5. bis 26. Oktober 2008 in Rom teil. Die deutschsprachige Arbeitsgruppe wählte ihn dabei zu ihrem Moderator. Papst Benedikt XVI. berief ihn ebenso in die Nahostsynode vom 10. bis 24. Oktober 2010. Die Sonderversammlung der Weltbischofssynode in Rom befasst sich mit der Lage der Christen im Nahen Osten. Er ist Mitglied der Kommission für Geistliche Berufe und Kirchliche Dienste sowie der Kommission für Ehe und Familie der Deutschen Bischofskonferenz, außerdem Vorsitzender des Verwaltungsrates und des Verbandsausschusses des Verbandes der Diözesen Deutschlands (VDD).

Bischofswappen

Am 29. März 2014 ernannte Papst Franziskus Bischof Hanke zum Mitglied der vatikanischen Kongregation für die Institute geweihten Lebens und für die Gesellschaften apostolischen Lebens (lat.: Congregatio pro Institutis vitae consecratae et Societatibus vitae apostolicae), auch Kongregation für die Ordensleute genannt.

## Bischofswappen
Vierfach geteilt, zeigt es in Feld 1 einen grünen Lorbeerkranz auf weißem Grund, er erinnert, dass die Menschen unterwegs sind zu Gott. Paulus vergleicht diesen Weg mit einem Wettlauf, den der Christ in der Haltung des Athleten im Stadion zurücklegen solle (1 Kor 9,24 ). Feld 2 zeigt eine goldene Muschel auf rotem Grund. Die Muschel als Zeichen des heiligen Jakobus d. Ä., Patron der Pfarrkirche zu Elbersroth, Lkrs. Ansbach, der Taufkirche von (Franz) Hanke. Feld 3 der silberne Bischofsstab auf rotem Grund, das Wappen des Bistums Eichstätt. Feld 4 zeigt den schlesischen Adler und ist Zeichen der Herkunft der Familie Hanke, die bis zur Vertreibung 1946 in der Nähe von Troppau, heute Opava im früheren Österreichisch-Schlesien ansässig war. Sein Wahlspruch Fides nostra victoria („Unser Glaube ist der Sieg“) entstammt dem 1. Johannesbrief (1 Joh 5,4 ). Der Mönch soll den Weg Gottes unter der Führung des Evangeliums gehen. Wahlspruch und drei Motive hat er schon als Abt von Plankstetten in seinem Wappen geführt. Das goldene Vortragskreuz sowie der grüne Bischofshut mit den 12 Quasten umrahmen das Wappen.

## „Ökologie des Herzens“

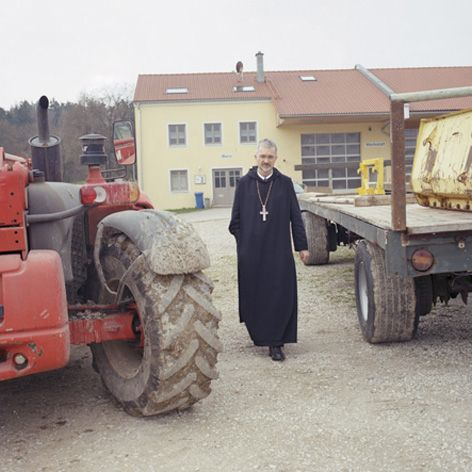
Abt Gregor Maria Hanke mit landwirtschaftlichen Produktionsmitteln des Klosters Plankstetten, 2005

Bischof Hanke hat eine grundlegende ökologische Haltung, die über Wirtschaftsfragen weit hinausgeht. Bereits 1994 wurde unter seiner Leitung die komplette Landwirtschaft des Klosters auf organisch-biologische Wirtschaftsweise (Bioland-Richtlinien) umgestellt. 2001 wurde das Kloster generalsaniert und durch die Einrichtung eines neuen Klosterladens die regionale Vermarktung der Produkte der Klosterbetriebe und einiger Zulieferbetriebe aus der Region um Plankstetten verbessert. Infolge dieser Neuerungen erhielt die Abtei den Ruf, ein „grünes Kloster“ zu sein. Er selbst wurde als Verfechter der ökologischen Kreislaufwirtschaft zum gefragten Gesprächspartner für Grenzfragen zwischen Theologie und Ökologie, von der Bewahrung der Schöpfung über den verantwortlichen Umgang mit Lebensmitteln („Nahrungsmittel als Lebens-Mittel“) bis hin zu Fragen des Tierschutzes.
Für eine „Ökologie des Herzens“ sprach er sich in seinem ersten Hirtenwort aus. Im Gegensatz zu den „harten Gesetzen der Nützlichkeit und Effizienz“ seien mehr Herz und ein Wachstum in der Liebe gefragt: „Je mehr wir uns mit Blick auf den Herrn großherzig verschwenden, desto mehr gewinnen wir“. Dies könne die Grundlage sein für ein neues Miteinander der Menschen und für einen achtsamen Umgang mit der Schöpfung. In dem Rundbrief, der am ersten Adventssonntag in den Gemeinden des Bistums Eichstätt verlesen wurde, warnte Bischof Hanke vor einem „gottvergessenen Stolz auf eigene Errungenschaften, der keine ethische Zurückhaltung mehr kennt“, vor „ungehemmtem Sinnengenuss und rücksichtslosem Egoismus“.
Die Deutsche Gesellschaft für Umwelt und Humantoxikologie (DGUHT) hat Gregor Maria Hanke für sein ökologisches Engagement am 3. Mai 2008 mit der Rachel-Carson-Medaille geehrt. Damit wurde Hankes „vorbildhafter Einsatz zugunsten des regionalen Umweltschutzes und des ökologischen Landbaus“ gewürdigt.
Immer wieder warnte Hanke vor der Nutzung der Kernenergie, so bereits kurz nach seiner Ernennung zum Bischof von Eichstätt in einem Interview mit der Tageszeitung „Die Welt“. „Der Mensch kann diese Technologie nie vollständig im Griff haben“, sagte Hanke im Interview der Katholischen Nachrichten-Agentur im März 2010 in Eichstätt.  Auch sei es „unredlich“, die Erzeugung von Atomstrom als Beitrag zum Klimaschutz zu werten. Der Bischof betonte, er wolle aus seiner christlichen Überzeugung heraus dem Glauben an ein grenzenloses und Ressourcen verbrauchendes Wachstum entgegentreten. Die Atomenergie leiste diesem fatalen Irrglauben aber Vorschub: „Denn hier wird suggeriert, wir müssten beim Sparen und dem effizienteren Einsatz von Energie nicht umdenken“.
Bischof Hanke war einer der ersten, die im Frühjahr 2013 zur Unterstützung der europäischen Bürgerinitiative „Einer von uns“ aufriefen.

## Trivia
Bischof Hanke ist Urmitglied der KDStV Alcimonia Eichstätt im Cartellverband (CV) sowie Bandphilister der KDStV Gothia Würzburg im CV und der KDStV Rupertia Regensburg im CV. Er ist zudem Geistlicher Berater des Bund Katholischer Unternehmer (BKU).
Seine Hobbys sind Bergsteigen und Motorradfahren. Er ist Anhänger des 1. FC Nürnberg.

## Schriften
- Der Odenkanon des Tagzeitenritus Konstantinopels im Licht der Beiträge H. Schneiders und O. Strunks – eine Relecture. In: Hans-Jürgen Feulner, Elena Velkovska, Robert F. Taft (Hrsg.): Crossroad of Cultures. Studies in Liturgy and Patristics in Honor of Gabriele Winkler (= Orientalia Christiana Analecta 260). Pontificio Istituto Orientale, Rom 2000, S. 345–367.
- Vesper und Orthros des Kathedralritus der Hagia Sophia zu Konstantinopel: eine strukturanalytische und entwicklungsgeschichtliche Untersuchung unter besonderer Berücksichtigung der Psalmodie und der Formulare in den Euchologien (= Jerusalemer Theologisches Forum 21). Aschendorff, Münster 2018, ISBN 978-3-402-11041-6
- Projekt Netzwerk Umwelt: Erarbeitung und Präsentation einer Umweltausstellung zum Thema „Glauben und Handeln“ in der Benediktinerabtei Plankstetten. Berching, 2004.
- Achtsam-Genügsam-Nachhaltig: Benedikt und Ökologie. In: Notker Wolf (Hrsg.): Die Botschaft Benedikts. Münsterschwarzach 2008.